# Assistência (direito)
A assistência é o instituto do Direito Processual Civil  Brasileiro que possibilita a participação em processo judicial de alguém que tenha interesse que uma das partes saia beneficiada.
Tal instituto está atualmente regulamentado nos artigos 119 a 124 da Lei nº 13.105 de 2015, que instituiu o Código Processual Civil Brasileiro.
A assistência se dá pela intervenção do terceiro interessado no processo em benefício de uma das partes, caso exista interesse jurídico válido para tanto.
O terceiro interessado chama-se assistente e a parte assistida ( autor ou  réu), chama-se assistido.

## Características
O assistente atua como auxiliar da parte principal, exercendo os mesmos poderes e sujeitando-se aos mesmos ônus processuais que o assistido, sendo considerado gestor do assistido quando de sua  revelia.
É possível a assistência em qualquer tipo de processo e em qualquer grau de  jurisdição, sendo que o assistente se inicia no processo na sua fase atual, no ponto onde se encontra. Porém a assistência termina quando termina o processo.
A ocorrência de assistência não impede a que o réu reconheça a procedência do pedido, que o autor desista da ação ou transija sobre direitos controvertidos.
Sempre que a sentença influir na relação jurídica entre o assitente e o assistido, estes serão considerados  litisconsortes.
O assistente somente poderá discutir na justiça a decisão transitada em julgado quando:
- Pelo estado em que recebera o processo, ou pelas declarações e atos do assistido, fora impedido de produzir provas suscetíveis de influir na sentença;

- Desconhecia a existência de alegações ou de provas, de que o assistido, por  dolo ou  culpa, não se valeu.